# Bystřice (okres Benešov)
Bystřice (Duits: Bistritz of Bistritz bei Beneschau) is een Tsjechische stad in de regio Midden-Bohemen en maakt deel uit van het district Benešov. De stad ligt op 6 km afstand van Benešov.
Bystřice telt 4686 inwoners (2024).

## Geografie
De Konopištskýbeek stroomt door de stad.
De gemeente Bystřice bestaat uit de volgende plaatsen:
- Bystřice;
- Božkovice;
- Drachkov;
- Hlivín;
- Hůrka;
- Jarkovice;
- Jeleneč;
- Jinošice;
- Jiřín;
- Kobylí;
- Líšno;
- Líštěnec;
- Mlýny;
- Mokrá Lhota;
- Nesvačily;
- Opřetice;
- Ouběnice;
- Petrovice;
- Radošovice;
- Semovice;
- Strženec;
- Tožice;
- Tvoršovice;
- Vojslavice;
- Zahořany;

## Geschiedenis
De eerste vermelding van Bystřice dateert uit de tweede helft helft van de 14e eeuw. De plaats werd gesticht omdat er behoefte was aan een woonplaats langs een handelsroute. De gunstige ligging in een zacht bekken in de vallei van de nabijgelegen rivier trok dieren aan, zodat er voldoende voedsel voor de inwoners was. Aan het einde van de 14e eeuw werd in het naburige dorp Léště, thans Líšno en een deelgemeente van de stad, een kasteel gebouwd. Bystřice werd in 1471 door koning George van Podiebrad bevorderd tot stad. In de tweede helft van de 16e eeuw kende de stad, evenals het omliggende gebied, een enorme bloei, en werden vele huizen, molens, vijvers, boomgaarden gebouwd.
Tijdens de Tweede Wereldoorlog werd het deel van de stad ten westen van de spoorlijn onderdeel van het oefenterrein van de Waffen-SS, waardoor de inwoners noodgedwongen moesten verhuizen. Ter gelegenheid van de 70e herdenking van de verdrijving, heeft de Bystřice een boek uitgegeven, bestaande uit de herinneringen van getuigen uit die periode. In Bystřice had tijdens de oorlog ook een concentratiekamp tijdens de oorlog. Er werden onder meer mannen die weigerden hun Joodse vrouwen te verlaten ondergebracht. Bij het viaduct aan de westkant van de spoorlijn hangt een gedenkplaat.
Sinds 1960 maakt Bystřice deel uit van het district Benešov.

## Voorzieningen

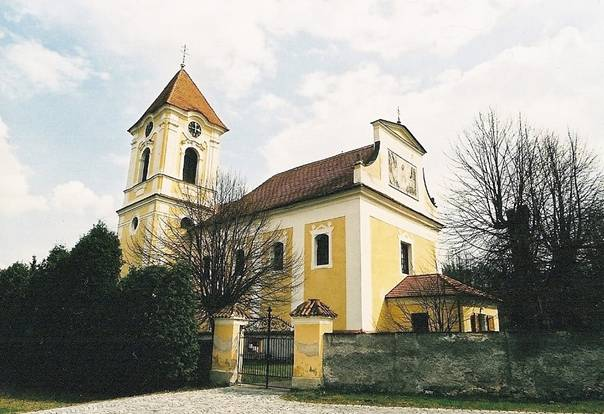
Kerk (2015)

In de stad zijn een dokterspraktijk, apotheek, bejaardentehuis, kleuter- en basisschool, postkantoor, kerk, bibliotheek en voetbalveld. Rond het marktplein zijn veel winkels en restaurants te vinden.

## Verkeer en vervoer

### Autowegen
Weg I/3 loopt door de stad en verbindt Bystřice met Mirošovice, Benešov, Tábor en České Budějovice. Weg II/111 loopt eveneens door de stad en verbindt Bystřice met Divišov en Český Šternberk.

### Spoorlijnen

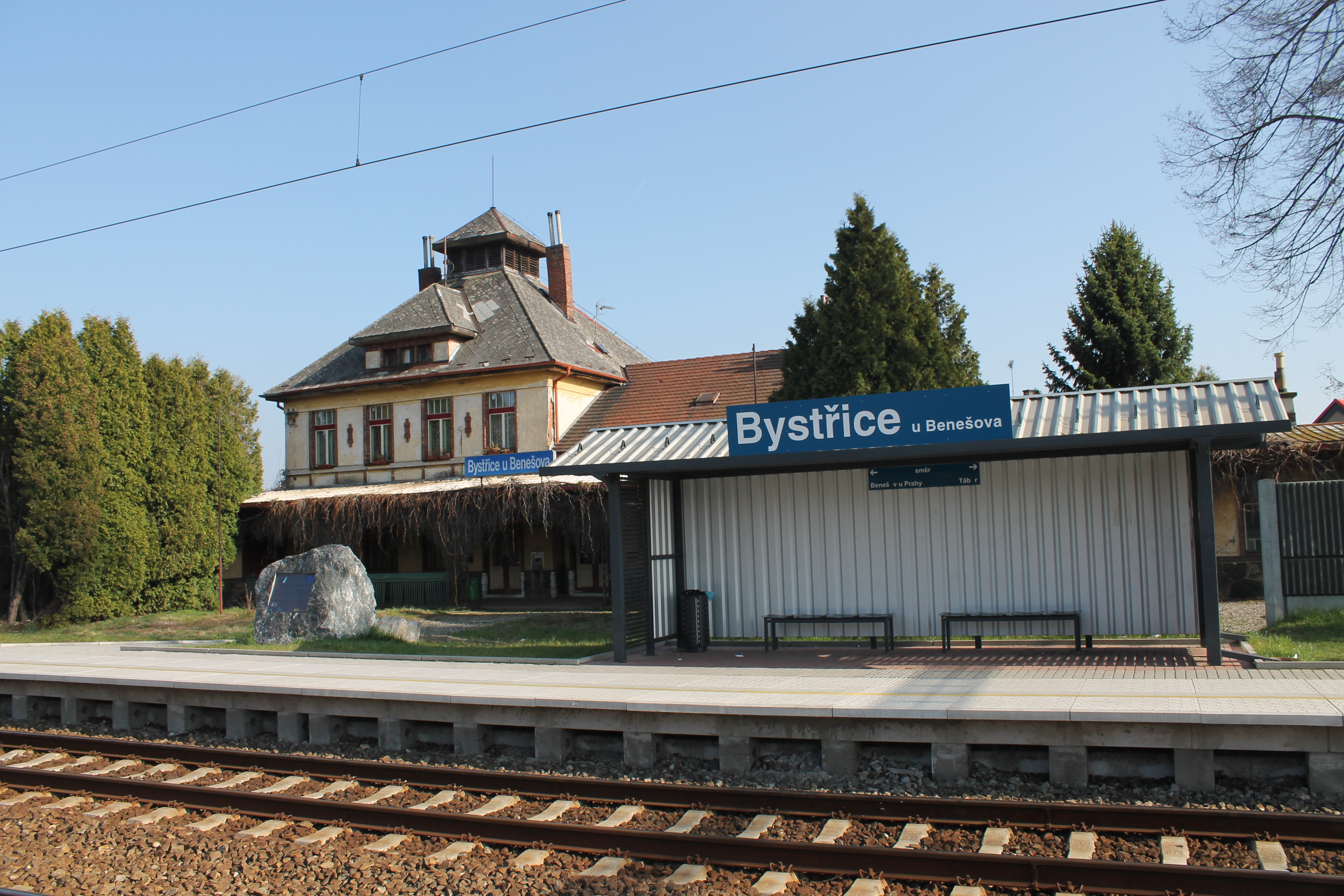
Station Bystřice (2014)

Station Bystřice ligt aan spoorlijn 220 (Praag -) Benešov - Tábor - České Budějovice. De lijn is dubbelsporig en maakt deel uit van het Europese spoorsysteem. Tussen 2010 en 2013 werd de lijn grondig gemoderniseerd, waarbij sommige gedeelten verplaatst werden, om zo een minder bochtig tracé te creëren. Rond 2015 ontstond het idee om op het trajectdeel tussen station Votice, Olbramovice en Bystřice een fietspad aan te leggen. Naast recreatieve doeleinden vervult het fietspad een ander doel: het beter ontsluiten van station Olbramovice, waar de sneltrein stopt.

### Buslijnen
In Bystřice halteren diverse buslijnen, die de stad verbinden met andere bestemmingen in de regio en de hoofdstad Praag.

### Vliegverkeer
Ten westen van Bystřice, langs weg III/11459, ligt vliegveld Benešov, dat door de stad Bystřice wordt geëxploiteerd.

## Bezienswaardigheden
- Kerk van Sint-Simon en Sint-Judas, een barokke kerk uit 1666 op de plaats van een eerder gotisch gebouw;
- Pastorie, een barokke gebouw uit het einde van de 17e eeuw;
- Standbeeld van Sint Jan van Nepomuk;
- Niskapel;
- Monumentaal huis nr. 76 aan het Ješutověplein;
- Monumentaal stationsgebouw.[7]

## Galerij

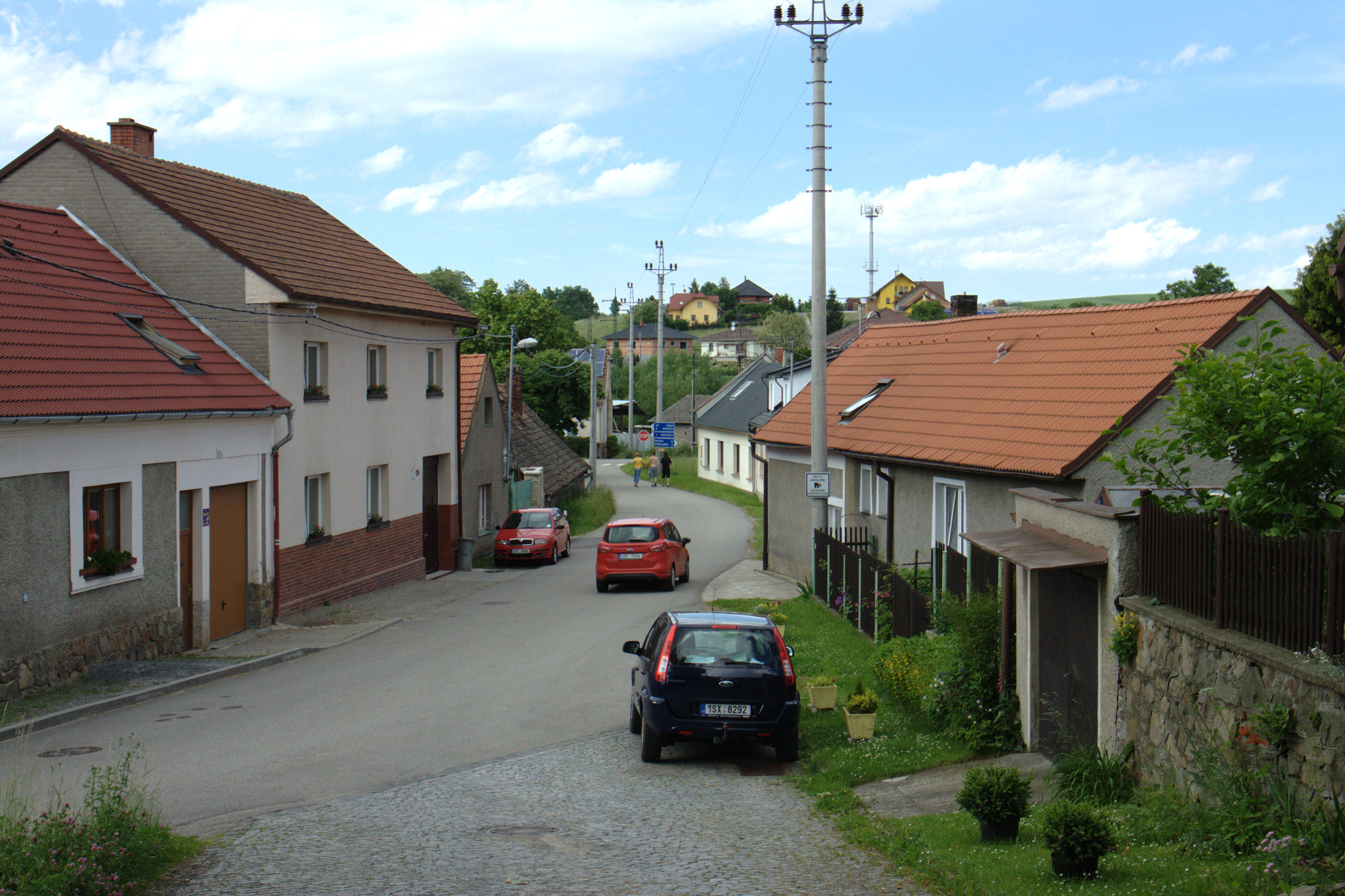
Pod Homolí (straat - 2013)
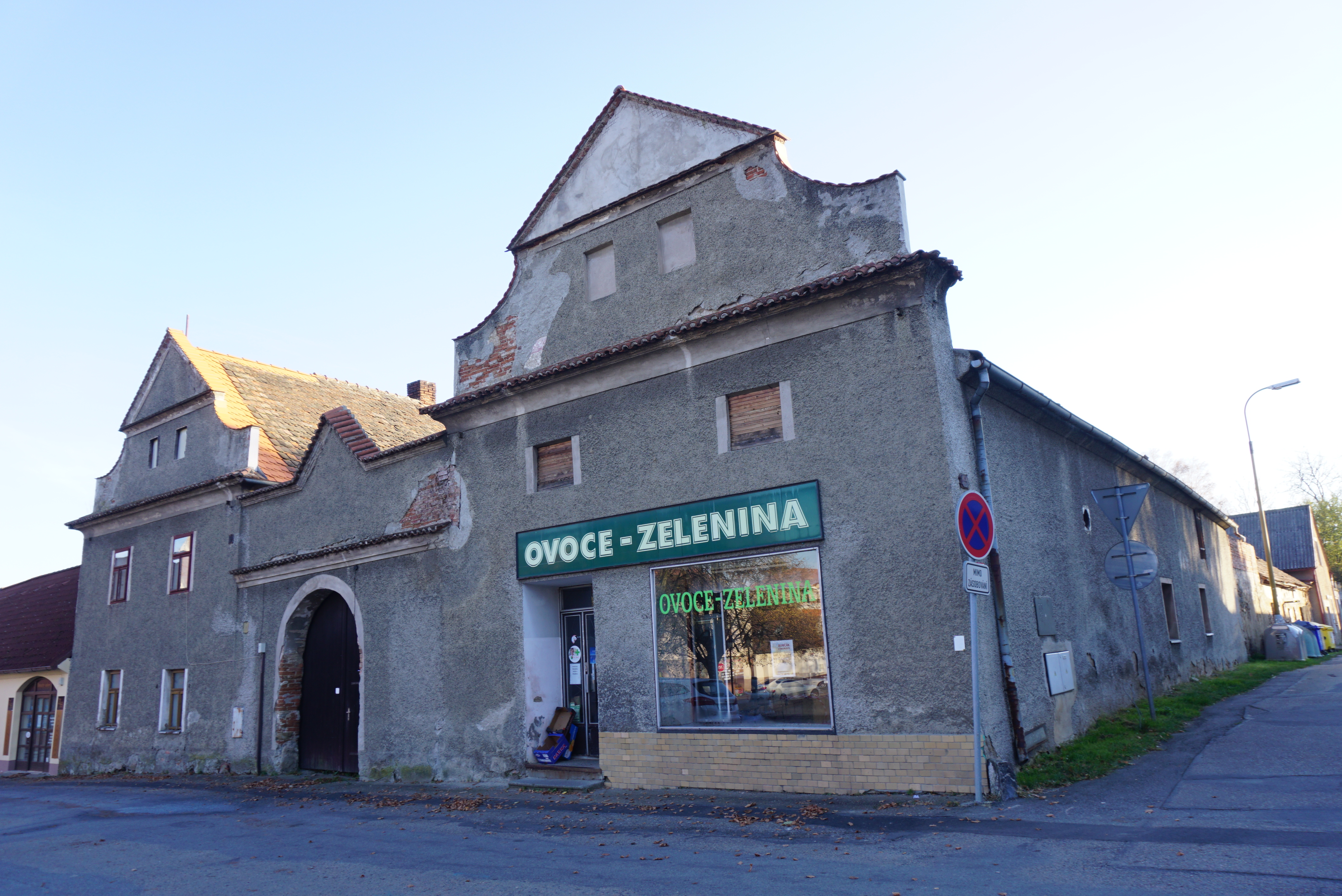
Monumentaal huis nr. 76 (2021)
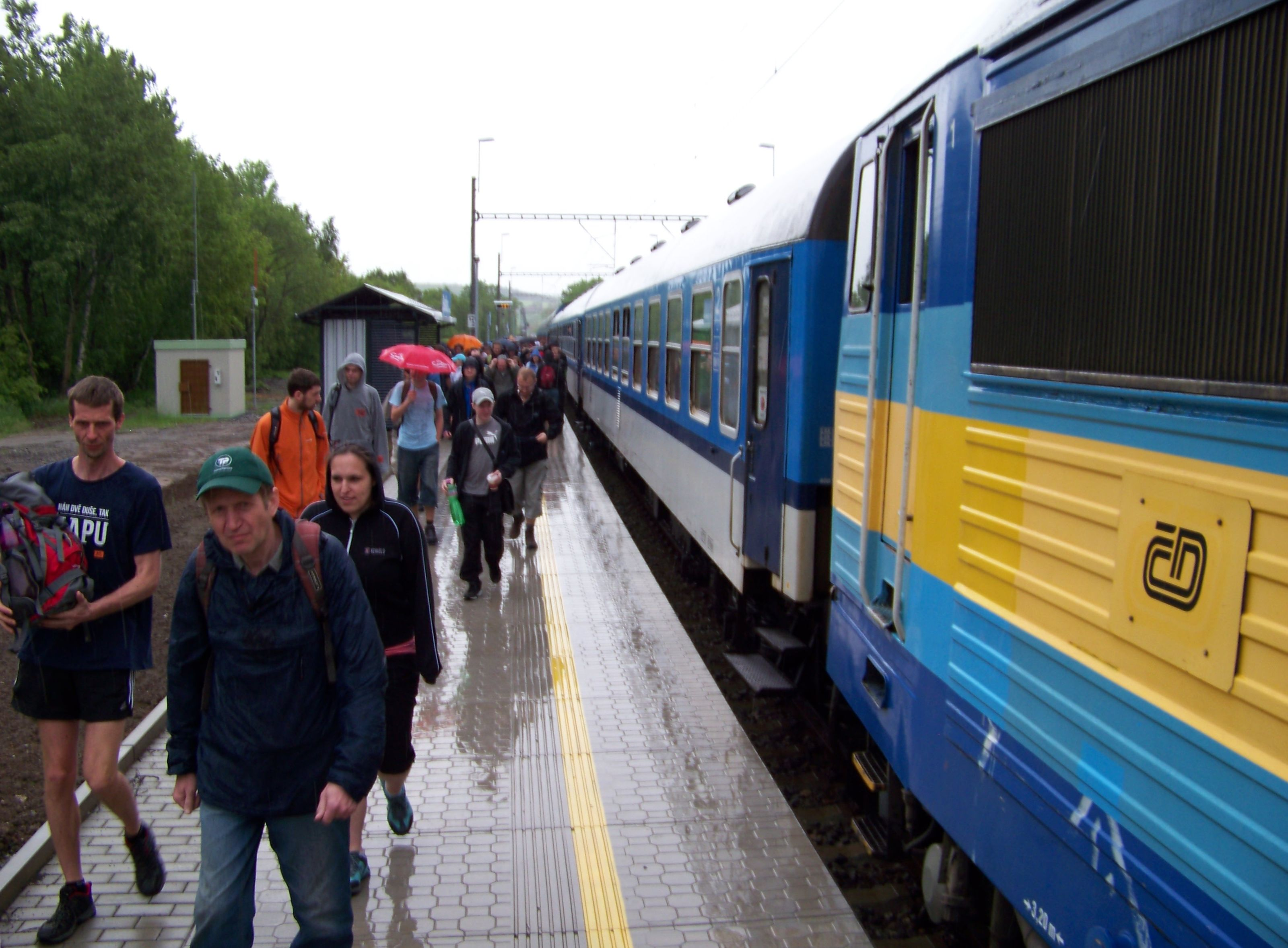
Station met trein (2013)
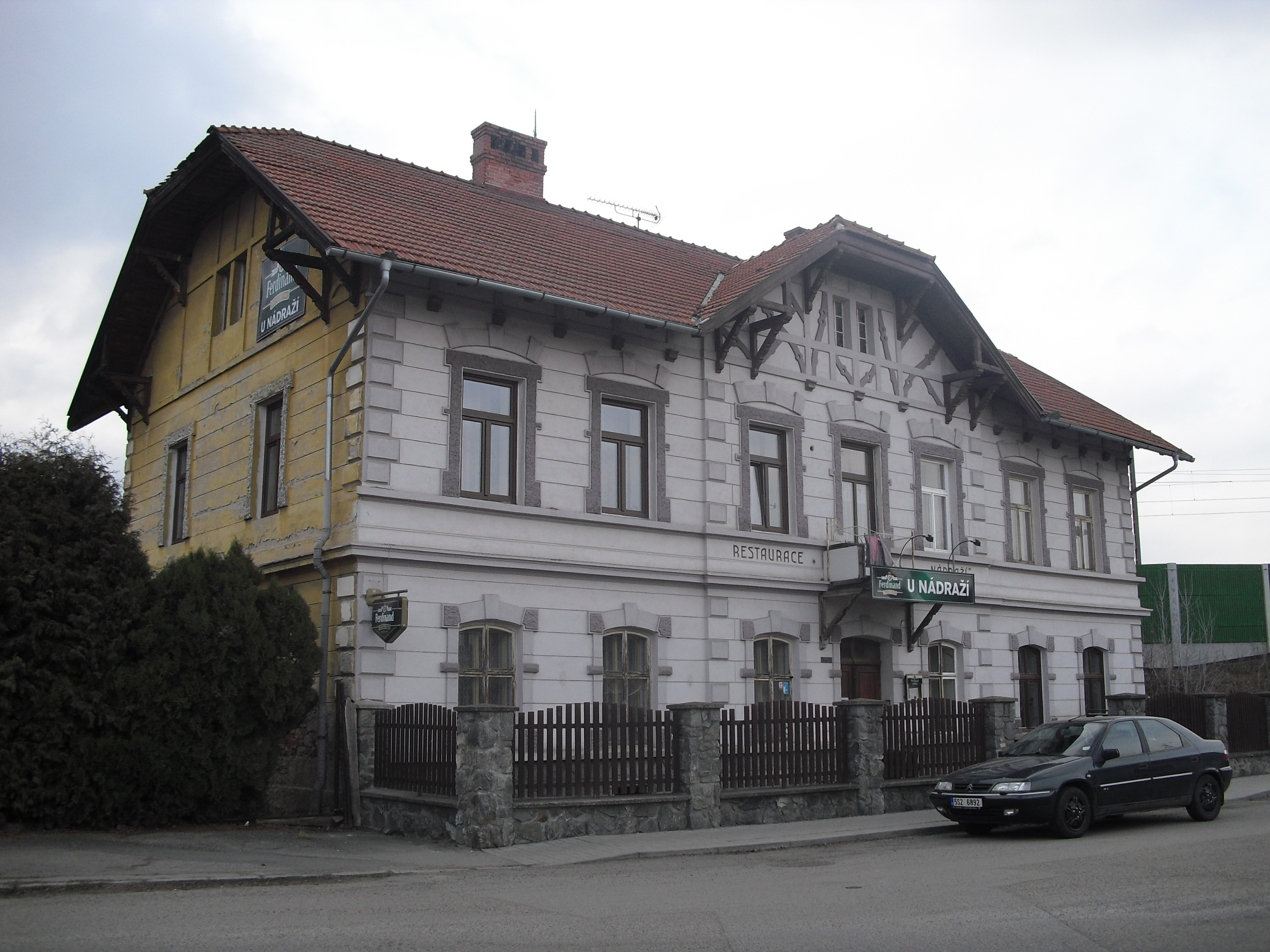
Stationsgebouw (2014)
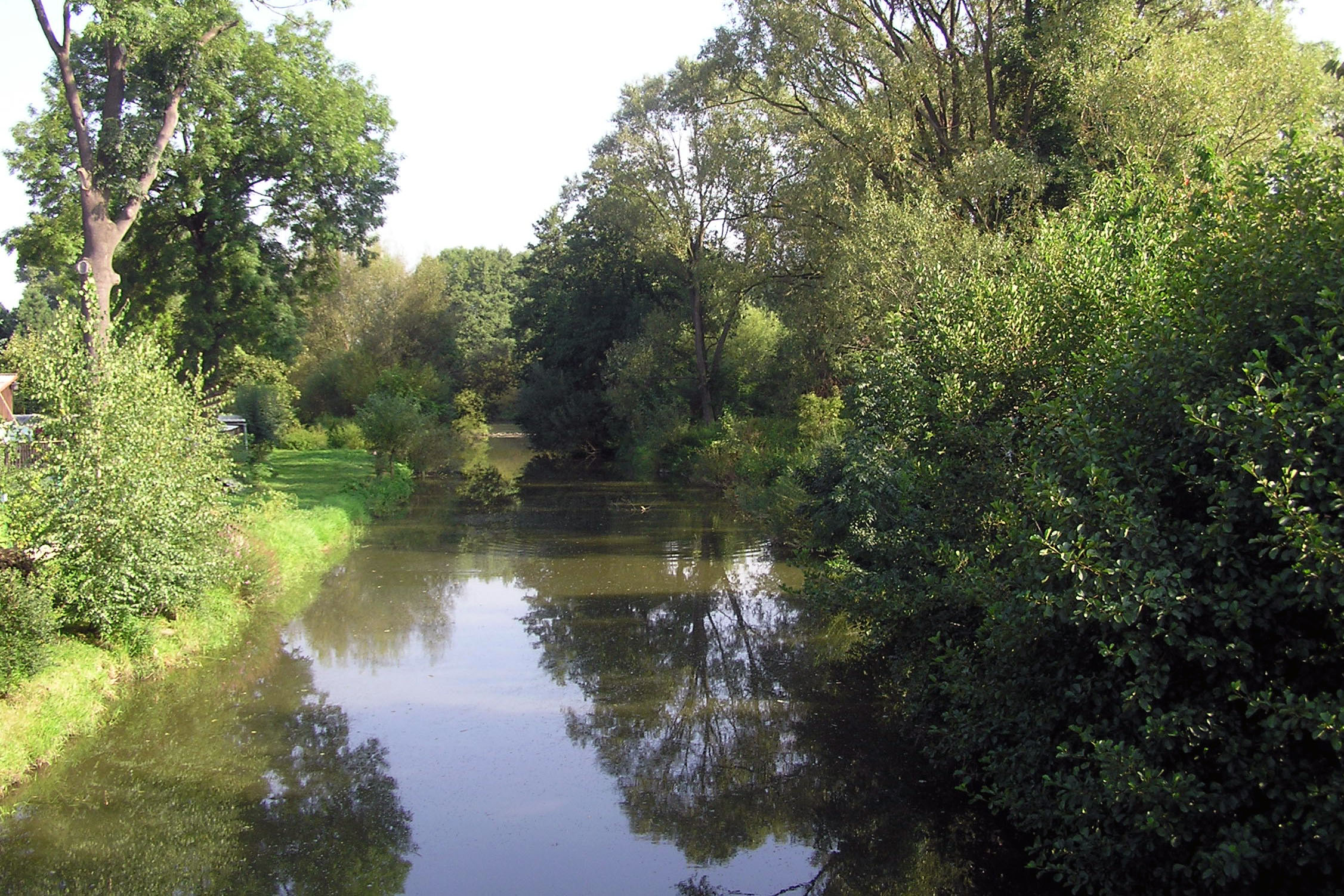
Konopištský (2009)